# Guanghui Group
Guanghui Group («Гуанхуэй Груп», полное название — Xinjiang Guanghui Industry Investment Group Company Limited) — китайский частный многопрофильный конгломерат, основные интересы которого сконцентрированы в сфере энергетики, добычи полезных ископаемых, торговли автомобилями, финансовых услуг, логистики и недвижимости. Штаб-квартира расположена в Урумчи. В 2023 году занял 500-е место в рейтинге Fortune Global 500.

## История
Весной 1989 года бывший военный Сунь Гуансинь основал в городе Урумчи компанию Guanghui Industry and Trade, которая занималась общественным питанием и развлечениями (ресторан морепродуктов, караоке-бар, дискотека и боулинг). В мае 1990 года компания начала импортировать нефтяное буровое оборудование из Советского Союза. В феврале 1993 года была основана компания Xinjiang Guanghui Real Estate Development, которая занялась скупкой приватизированной недвижимости. В 1994 году была основана компания Guanghui Industrial, которая занялась обработкой строительного камня. В 1999 году Guanghui Group занялась продажами легковых автомобилей и основала баскетбольный клуб Guanghui Flying Tigers. В мае 2000 года Guanghui Industrial вышла на Шанхайскую фондовую биржу.
В 2002 году Guanghui Group занялась энергетическим бизнесом (автомобильные перевозки газа, дистрибуция газа клиентам, обслуживание газопроводов) и автомобильным сервисом; в 2004 году дочерняя компания Xinjiang Guanghui LNG Development ввела в эксплуатацию завод по производству СПГ в уезде Шаньшань; в сентябре 2005 года Guanghui Industrial приобрела 49 % акций казахской нефтегазовой компании TMG. В марте 2006 года Guanghui Industrial получила 300 млн долл. инвестиций от Newbridge Capital, которые направила на строительство второго завода СПГ в Цзимунае (в июле 2007 года Newbridge продала свои 25 % акций завода Guanghui Group). В июне 2006 года автомобильный бизнес группы был преобразован в компанию China Grand Automotive Services. В сентябре 2009 года Guanghui Industrial приобрела за 40,5 млн долл. 49 % акций казахской нефтегазовой компании Tarbagatay Munay (TBM).
В 2011 году была основана Guanghui Real Estate Group, а China Grand Auto создала дочернюю лизинговую компанию Guanghui Leasing. В июне 2012 года Guanghui Industrial была преобразована в Guanghui Energy. В ноябре 2012 года Guanghui Energy приобрела за 200 млн долл. 51 % в Южно-Имашевском газовом блоке (Казахстан). В июне 2013 года был введен в эксплуатацию 110-километровый трансграничный газопровод между Казахстаном и Китаем, построенный Guanghui Energy. В августе 2014 года China Grand Auto и Alibaba Group создали онлайн-платформу по торговле подержанными автомобилями, а Guanghui Energy получила от правительства лицензию на импорт сырой нефти. В июне 2015 года China Grand Automotive Services вышла на Шанхайскую фондовую биржу. Кроме того, в 2015 году Guanghui Group зарегистрировала несколько дочерних компаний в США (инвестиции в недвижимость, добычу газа и ветроэнергетику).
В марте 2016 года Guanghui Group открыла в районе Тяньфу города Чэнду офисный центр и художественный музей. В июне 2016 года China Grand Auto завершила приобретение Baoxin Auto. В декабре 2016 года Guanghui Logistics вышла на Шанхайскую фондовую биржу. В апреле 2017 года мужская баскетбольная команда Guanghui Flying Tigers впервые выиграла чемпионат Китайской баскетбольной ассоциации. В июне 2017 года Guanghui Energy ввела в эксплуатацию первую фазу СПГ-терминала в Цидуне. 
В июле 2017 года Guanghui Group стала первым предприятием Синьцзяна, вошедшим в список Fortune Global 500, заняв в нём 495-е место. В августе 2017 года Guanghui Energy получила разрешение китайских властей на разработку крупного угольного проекта в Синьцзяне стоимостью 442 млн долларов. Кроме того, в 2017 году Guanghui Energy начала строительство свинцово-цинкового рудника в уезде Хотан. В июле 2018 года Guanghui Group заняла 456-е место в рейтинге Fortune Global 500 и 19-е место среди 500 крупнейших частных предприятий Китая. В сентябре 2018 года многопрофильный холдинг Evergrande Group (Шэньчжэнь), подконтрольный миллиардеру Сюй Цзяиню, приобрел долю в Guanghui Group стоимостью 14,5 млрд юаней и стал вторым по величине акционером группы, после семьи Сунь Гуансиня. В январе 2019 года была введена в эксплуатацию железнодорожная линия для перевозки угля Хуннао (Аратюрюк — Ланьчжоу) длиной 435 км.
В феврале 2020 года Guanghui Energy приступила к строительству нового СПГ-терминала в портовой зоне Наньтуна. В ноябре 2020 года Evergrande Group, столкнувшаяся с кризисом ликвидности, продала 40,96 % акций Guanghui Group за 2,23 млрд долл. государственной энергетической корпорации Shenergy Group (Шанхай).

## Деятельность

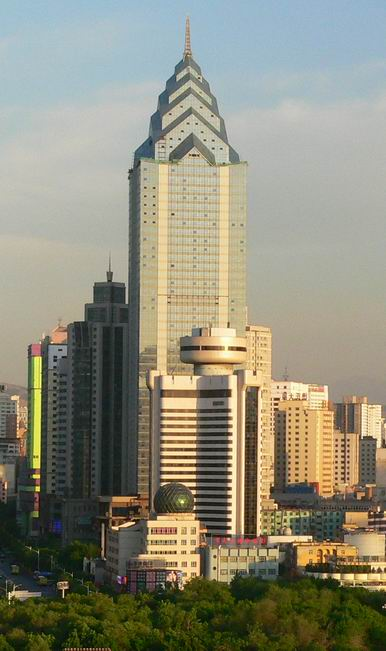
Zhong Tian Plaza в Урумчи

Компании Guanghui Group занимаются строительством промышленных и инфраструктурных объектов; добывают газ, нефть и уголь; эксплуатируют газопроводы, морские газовые терминалы, железные дороги и шоссе; управляют сетями складов, автосалонов и станций техобслуживания. Также Guanghui Group является спонсором китайского баскетбольного клуба Xinjiang Flying Tigers.

### Структура
- Guanghui Energy (Урумчи), ранее известная как Xinjiang Guanghui Industrial — добыча, транспортировка и переработка угля, газа и нефти; производство сжиженного природного газа, метанола, эфира, диметилсульфоксида и каменноугольной смолы. Компания контролирует добычу и переработку угля в Синьцзяне (район озера Наомао в Хами); углехимический комбинат в Хами (обогащение угля, производство метанола, диметилового эфира и сжиженного природного газа); добычу нефти и газа в Казахстане (Серебрянск); газопровод Казахстан (Серебрянск) — Китай (Цзимунай); завод сжиженного природного газа в Цзимунае; добычу газа в США (Таррант и Даллас); СПГ-терминал в Цидуне (Цзянсу); логистические парки в Цзюцзя (Ганьсу) и Чжунвэе (Нинся); железную дорогу Хунлюхэ — Аратюрюк и шоссе Аратюрюк — Люгоу, предназначенные для экспорта угля. По состоянию на 2022 год в компании работало 6,2 тыс. человек, продажи составляли 71,7 млрд юаней[25][26][27][28][29].

- China Grand Automotive Services Group (Шанхай) — продажа новых и подержанных легковых автомобилей через собственную сеть дилерских центров; услуги технического обслуживания, проката и лизинга; продажа услуг автострахования. По состоянию на 2022 год в компании работало 42,7 тыс. человек, продажи составляли 133,5 млрд юаней[30][31].

- Grand Baoxin Auto Group (Шанхай), ранее известная как Baoxin Automobile Group — продажа новых и подержанных легковых автомобилей через собственную сеть дилерских центров; услуги технического обслуживания. По состоянию на 2022 год в компании работало 6,5 тыс. человек, продажи составляли 31,7 млрд гонк. долл.[32].

- Guanghui Logistics (Урумчи) — развитие логистических парков, складских комплексов (в том числе холодовой цепи) и торгово-развлекательных центров в Синьцзяне; поставки цветных металлов, мебели, стройматериалов и товаров для дома; коммерческий факторинг и менеджмент; грузовые железнодорожные и автомобильные перевозки, услуги дистрибуции. По состоянию на 2022 год в компании работало 0,6 тыс. человек, продажи составляли 6,64 млрд юаней[33][34][35][36][37].

- Guanghui Properties Service Group (Урумчи) — развитие офисной, торговой, жилой и гостиничной недвижимости в Синьцзяне, Гуанси, Сычуани, Шэньси, Цзянсу и Нинся; ревитализация и джентрификация пришедших в упадок городских кварталов. Основные объекты компании сосредоточены в городах Урумчи (Zhongtian Square / Zhongtian Plaza, Times Square, Phoenix City, Xiyu Yuanzhu, Garden of Shining Stars, Red October Garden, Holiday Inn Express Ürümqi), Сиань (Guanghui City) и Чэнду (Guanghui Art Gallery, Guanghui Yuyuan). К 2021 году Guanghui Properties и её дочерние структуры контролировала около 60 % всей недвижимости в Урумчи[38][39].

- GH America Investments Group (США) — основана в 2015 году, контролирует GH PacVest (коммерческая недвижимость в Калифорнии); GHA Barnett (добыча природного газа в Техасе); Brazos Highland Properties и Harvest Texas (сельскохозяйственные земли в Техасе); GH America Energy (ветряная энергетика в Техасе)[4].